# Gustaf Ullman
 Der er for få eller ingen kildehenvisninger i denne artikel, hvilket er et problem. Du kan hjælpe ved at angive troværdige kilder til de påstande, som fremføres i artiklen.

Gustaf Ullman (født 12. juni 1881 i Göteborg, død 20. januar 1945 i Stockholm) var en svensk forfatter. Han var bror til maleren Sigfrid Ullman og nevø til biskoppen Uddo Lechard Ullman.
Ullman blev student i 1900, men opgav videre studeren for udelukkende at vie sig forfatterskabet. Han debuterede 1903 med Västkust, og efter denne lovende digtsamling fulgte novellesamlingerne Ungt folk (1904) og Fast mark (1905). Derpå udgav han snart digtsamlinger, snart novellesamlinger eller småromaner, der alle vidner om en veg og følelsesfuld slettebostemning, som er parret med en vis menneskesans, og en enkelt gang er han optrådt med dramatik i I kappa och krage och hjärterknekt (1909). Af hans senere samlinger må anføres Båssman och andra historier (1918), Silverljuset (samme år), Svedda vingar (1919), Lekom fagert ... (1922), Collberg junior (1925), Havets gaver (1925) og Dan Wolles ungdom (1926).